# Homunculus (novell)
Homunculus är en novell från novellsamlingen Förberedelser till flykt av Lars Gustafsson. Denna novell publicerades 1967 i början av karriären. Ordet homunculus betyder på svenska "liten människa". Sedan publicerandet av denna novell har Gustafsson mottagit många pris..

## Bakgrund
Gustafsson var vid tiden av skrivandet redaktör för BLM. Detta var han under tidsperioden 1962–1972. Under tiden innan skrivandet av denna novell skrev han även dikter, romaner, teaterpjäser och essäer. Under tiden innan flytten började även Gustafsson skriva samhällskritiska texter.

## Handling
Homunculus handlar om en man vid namn Ivar G. Lundberg. Han är uppfinnare med en hjärna i världsklass men han lider av grov dysfunktionalitet. På grund av detta blir han aldrig nöjd med sina uppfinningar och känner sig alltid tvingad att göra om dem. Vid hans bortgång fanns endast en av hans uppfinningar kvar. Denna uppfinning visas i novellen för en person som ej beskrivs närmare. 
I novellen är det en vaktmästare som berättar om Ivars liv för en okänd person. Största delen av novellen utspelar sig i ett litet område där belysningen sviker och ficklampa behövs för att urskilja objekt. Miljöbeskrivningen är utöver detta svag och största fokus ligger på vaktmästarens berättande del om huvudpersonen.
Under novellens gång får man reda på mer och mer information om Ivar och man får i slutet reda på att han tolkar sig själv som en homunculus. Slutet av novellen är öppet för egen tolkning och man får själv tänka efter vad hans uppfinningar verkligen betyder.

## Karaktärer
Huvudpersonen i novellen heter Ivar G. Lundberg. Han var en äldre man med många typiska drag för en gammal man. Vid 63 års ålder gick Ivar bort i lunginflammation. Under hela sitt liv delade han aldrig en tanke med en annan människa. Detta på grund av att han aldrig lärde sig att tala och det enda ord han kunde uttala var "momma".
En stor del av Ivars liv ägnades till att uppfinna då han hade en hjärna inställd på mekaniken. Han uppfann mycket och det mesta var något som liknade robotar. Den sista uppfinningen som Ivar uppfann var en liten människa i robotformat. Denne var cirka 30 cm hög och hade proportioner exakt som en människa. Både med huvud, hår och de andra delarna och med egenskaper som att kunna gå, räcka ut tungan och svänga med armarna. I slutet av novellen står det att denna uppfinning var en tolkning av Ivar och denna tolkning var en homunculus.
Andra karaktärer i novellen är en vaktmästare och en person som för en dialog med vaktmästaren. Dessa personer beskrivs inte. Det tyder även på att det är fler personer i novellen då det refereras till "vi" ett antal gånger i novellen. Personen säger även att den har en följeslagare.

## Placering i tid
Novellen är skriven i nutid år 1967 men de berättar om Ivar G. Lundbergs liv under en tid som inte är samma tid som novellen. Detta resonemang byggs på två anledningar:
- Ivar hade skapat en människoliknande robot. Denne kunde röra sig men inte tala. 1941 skapades det en robot som kunde dansa, röka och räkna till tio. På grund av detta måste Ivar ha levt tidigare än 1941.[6]
- Beskrivningen av hur Ivar ser ut sägs vara typisk för en filosof eller diktare. Idag samt i slutet av 1900-talet finns denna bilden inte på samma sätt som förut.